# Exército Russo (1917)
Em março [fevereiro, de acordo com o calendário juliano] de 1917, o Exército Russo (em russo:  Русская Армiя / Русская армия, transl. Russkaya Armiya / Russkaya armiya) deixou formalmente de ser o Exército Imperial Russo quando o imperador Nicolau II abdicou e o Governo Provisório se tornou a autoridade governante. Foi oficialmente um governo interino até setembro de 1917, quando a República Russa foi proclamada.

Pela última vez apelo a vocês, minhas queridas tropas. Após a minha abdicação do trono russo para mim e para o meu filho, o poder foi transferido para o Governo Provisório, que surgiu por iniciativa da Duma Estatal. Que Deus o ajude a conduzir a Rússia pelo caminho da glória e da prosperidade. Que Deus os ajude, valentes tropas, a defender a Rússia do inimigo maligno. Durante dois anos e meio, vocês realizaram serviço de combate pesado a cada hora, muito sangue foi derramado, muito esforço foi feito, e já se aproxima a hora em que a Rússia, unida aos seus valentes aliados por um comum desejo de vitória, quebrará o último esforço do inimigo. Esta guerra sem precedentes deve ser levada à vitória completa.
Quem pensa na paz, quem a deseja, é um traidor da Pátria, seu traidor. Eu sei que todo guerreiro honesto pensa assim. Cumpra o seu dever, defenda a nossa valente Grande Pátria, obedeça ao Governo Provisório, ouça os seus superiores, lembre-se que qualquer enfraquecimento da ordem de serviço só faz o jogo do inimigo.
Acredito firmemente que o amor ilimitado pela nossa Grande Pátria não desapareceu em seus corações. Que o Senhor Deus o abençoe e que o Santo Grande Mártir e o Vitorioso Jorge o conduzam à vitória.
8 de março de 1917
Stavka. NICOLAI.
O processo chamado de Democratização do exército na Rússia (em russo:  Демократизация армии в России) se desenrolou amplamente no antigo Exército Imperial Russo, rebatizado de "Exército Revolucionário da Rússia Livre" (em russo:  Революционную армию свободной России, transl. Revolyutsionnuyu armiyu svobodnoy Rossii), imediatamente após a Revolução de Fevereiro. Oficialmente, estas mudanças pretendiam igualar os direitos dos soldados com os da população civil; O Partido Bolchevique, no entanto, estabeleceu como meta a destruição completa do exército do Estado russo.
O Soviete de Petrogrado, que compartilhou o poder com o Governo Provisório, emitiu a Ordem nº 1, que inicialmente se destinava apenas aos soldados rebeldes da guarnição militar de Petrogrado, mas que se espalhou espontaneamente por todo o exército. A abolição efetiva da unidade de comando no exército ativo (“democratização do exército”) conduziu, em vez do aumento da sua prontidão para o combate esperado por alguns liberais e socialistas, a um aumento da anarquia sob a forma de recusas dos soldados em ir nas ofensivas e linchamentos de oficiais; Além disso, houve um aumento colossal na deserção. Para contrariar o colapso do exército, já em Abril de 1917, iniciou-se o movimento das “unidades de choque” (também chamadas “revolucionárias”, “de assalto”, “unidades de morte”). Paralelamente aos soldados, começaram a se formar organizações de oficiais.

## Antecedentes
Segundo o pesquisador Serguei Bazanov, “o colapso do exército russo começou muito antes da Revolução de Fevereiro de 1917 e foi um resultado objetivo e irreversível do colapso da autocracia”.
O historiador Yuri Bakhurin observa que, segundo a maioria dos pesquisadores, a difusão massiva de automutilações no Exército Imperial Russo e o surgimento das primeiras confraternizações datam de 1915. Este ano assistiu-se à “Grande Retirada”, que afetou negativamente o moral das tropas. Já em 15 de junho de 1915, o comandante do 8º Exército, General Aleksei Alekseevich Brusilov, com sua ordem para o exército, em particular, exigia: “É necessário ter homens e metralhadoras especialmente confiáveis para, se necessário, forçar os fracos de espírito a avançar. Não se deve hesitar em atirar em unidades inteiras por tentarem voltar atrás ou, pior ainda, se renderem”. No entanto, Yuri Bakhurin observa que os dados sobre a aplicação prática desta ordem “nem em 1915 nem em 1916, praticamente não temos dados”.

Ao mesmo tempo, casos isolados de confraternização foram notados ainda mais cedo, desde o Natal de 1914. O Despacho nº 377 para as tropas do 1º Exército, de 29 de dezembro de 1914, dizia:
No dia de Natal, os alemães saíram de suas trincheiras contra as posições dos regimentos do Danúbio e de Belebeyev, começaram a agitar panos brancos e se aproximaram do rio, mostrando garrafas e charutos e convidando os nossos a se juntarem a eles.
Cerca de 10 a 15 alemães desarmados vieram até o rio, entraram em um barco, atravessaram para o nosso lado e começaram a atrair os soldados dos regimentos mencionados acima que vieram até a margem. Várias pessoas sucumbiram a esse truque covarde e atravessaram para o lado alemão, e o mais vergonhoso de todos - o tenente Semyon Stepanovich Svidersky-Malyarchuk, chamado da reserva do regimento do Danúbio, atravessou com eles. Todos os nossos soldados que haviam atravessado para o outro lado e esse oficial, indigno de sua patente, foram imediatamente detidos e feitos prisioneiros pelos alemães.
Tendo ordenado o julgamento imediato à revelia do tenente Svidersky-Malyarchuk pelo Tribunal de Campo, de acordo com o artigo 248 do Livro XXII da St. V. V., 1869 (morte). P. 1869 (pena de morte), ordeno que os nomes dos soldados rendidos sejam imediatamente informados à sua pátria, para que em suas aldeias e vilarejos as rações para suas famílias sejam imediatamente interrompidas e todos saibam que eles traíram sua pátria ao se bajularem com uma garrafa de cerveja.
Em caso de repetição de tais brincadeiras desprezíveis por parte dos alemães, abram fogo contra eles imediatamente e também atirem naqueles que acreditarem em tais truques e saírem para conversar com nossos inimigos.
П о д п и с а л:
Comandante do Exército, General-de-Cavalaria Litvinov
Em setembro de 1915, na estação ferroviária Nikolaevsky, em Petrogrado, houve confrontos entre os 500 soldados que iam para o front e os policiais. Os novos recrutas gritavam: “Derrotem os faraós e os vagabundos!”, e a equipe de escolta não participou dos tumultos.

No inverno de 1916/1917, a situação se tornou ainda mais grave. O General Barão Pyotr Wrangel, em suas memórias, observou que:
A composição do exército por dois anos teve tempo de mudar significativamente, um grande número de oficiais e soldados, especialmente na infantaria. Os novos oficiais... rapidamente perderam o ânimo, arrastados pela guerra, e foram completamente incapazes de elevar e apoiar o ânimo de seus soldados. Os soldados após dois anos de guerra, em uma grande massa, também não eram mais os mesmos. Os poucos soldados antigos que permaneceram nas fileiras, apesar de todas as dificuldades e privações sofridas, foram atraídos para as condições da vida em combate, mas o restante da massa, os substitutos que estavam chegando continuamente às unidades do exército, carregavam consigo um espírito completamente diferente. Constituída em grande parte por homens mais velhos da reserva, homens de família, separados de seus lares, que haviam esquecido a escola pela qual haviam passado, eles relutavam em ir para a guerra, sonhando em voltar para casa e desejando a paz. Nas últimas batalhas, houve casos de “autoflagelação”, e os ferimentos nos dedos com a finalidade de enviar para a retaguarda se tornaram especialmente frequentes. As divisões de terceira prioridade eram as mais fracas em termos de composição.
Em meados de dezembro de 1916, ocorreu um motim entre soldados do 12º Exército que se recusaram a partir para o ataque durante a operação Mitau. Em 25 de dezembro, o tenente-general Józef Dowbor-Muśnicki relatou ao czar sobre a execução de 13 soldados dos regimentos amotinados no relatório, Nicolau II escreveu uma resolução: “O exemplo correto”. No total, cerca de cem pessoas foram baleadas.
Ao mesmo tempo, o humor da massa de soldados era heterogêneo: os contemporâneos notaram que a cavalaria era mais confiável do que a infantaria, e os mais confiáveis eram os cossacos e a artilharia: “Este último não é surpreendente - os artilheiros estavam localizados longe do frente e não arriscaram a vida na ofensiva; por outro lado, serviam na artilharia os oficiais mais instruídos e qualificados, que gozavam do maior respeito dos soldados. Deve-se notar que as unidades de artilharia eram frequentemente usadas como unidades punitivas - por exemplo, para dispersar “irmandades” com fogo em terra de ninguém. Com isso, a desconfiança dos soldados de infantaria em relação aos artilheiros atingiu tais proporções que em 18 de agosto de 1917, por ordem do Comandante-em-Chefe Supremo, foi ordenado “a partir de agora... a artilharia não deveria ser designada para destacamentos que deve pacificar as unidades de infantaria do mesmo corpo ou divisão...”.
Os batalhões de reserva tornaram-se especialmente pouco confiáveis no inverno de 1916/1917. Uma reunião secreta na sede em 18 de março de 1917 declarou que “é impossível fornecer o número necessário de pessoas para a frente nos próximos meses, porque há agitação em todas as unidades de reserva”.
O clima nos batalhões de reserva da guarnição de Petrogrado, que chegava a 160 mil pessoas, tornou-se especialmente explosivo. Em preparação para a planejada ofensiva da primavera de 1917, o governo czarista mobilizou reservistas de quarta linha, muitos dos quais já tinham mais de 40 anos. Segundo Anton Antonovich Kersnovsky, “as divisões de baixa qualidade da 4ª linha formadas no inverno de 1916/17 nasceram mortos”.

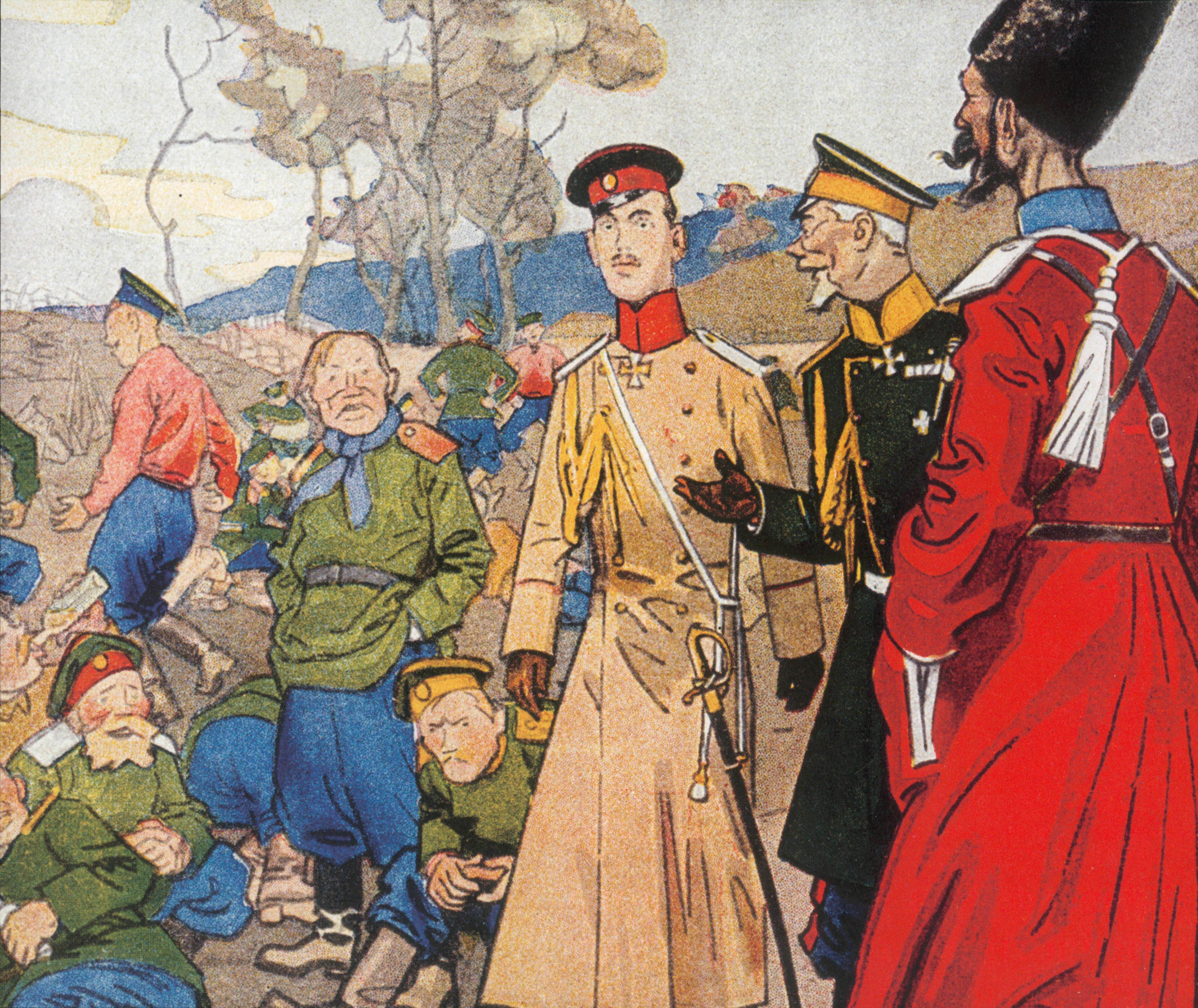
Caricatura alemã da desintegração do exército russo no início de 1917.

Como observa Richard Pipes, a guarnição de 160.000 homens foi espremida em quartéis projetados para 20.000 pessoas; além disso, por estarem localizados na fervilhante capital do império, os recrutas tiveram a oportunidade de entrar em contato tanto com revolucionários insatisfeitos quanto com soldados feridos que chegavam do front para tratamento. O chefe do departamento de segurança de Petrogrado, Konstantin Ivanovich Globachev, expressou sérias dúvidas sobre a lealdade destes soldados, mas todas elas foram rejeitadas pelo comando distrital. Os projetos para transferir os batalhões de reserva destacados da explosiva Petrogrado para outro local também não foram implementados sob o pretexto de que “não havia lugar para eles em nenhum outro lugar”.